# Spark (película)
Spark es una película animada escrita y dirigida por Aaron Woodley que incluye las voces de Jace Norman, Jessica Biel, Hilary Swank, Susan Sarandon y Alan C. Peterson y fue estrenada en el 2016.

## Resumen
Spark (Jace Norman) es un mono adolescente, y con sus amigos Vix (Jessica Biel), un zorro y Chunk, un jabalí, se embarcan en una misión para traer de regreso el Planeta Bana del malvado General Zhong (Alan C. Peterson). La búsqueda de Sparks lo lleva sobre el universo, y descubre el secreto de su verdadera identidad.

## Elenco
- Jace Norman como Spark.
- Jessica Biel como Vix.[3]
- Hilary Swank como La Reina.[3]
- Susan Sarandon como Bananny, la niñera robot olvidadiza de Spark.[3]
- Patrick Stewart como the Flagship Captain.
- Rob deLeeuw como Chunk.
- Alan C. Peterson como Zhong.
- Athena Karkanis como Koko.
- Jordan Pettle como El Rey.
- Ivan Sherry como Anunciador.
- Evan Taggart como El Artista.
- Aaron Woodley como Floyd.

## Producción
En enero de 2015, Deadline.com anunció que Jessica Biel, Hilary Swank, y Susan Sarandon se unían al elenco con Aaron Woodley en la dirección y Red Rover International, Gulfstream Pictures y ToonBox Entertainment en la producción. Woodley también escribiría el guion con Doug Hadders y Adam Rotsein. Red Rover International financió el filme.